# برایان گریفیتس (بازیکن فوتبال، زاده ۱۹۳۹)
برایان گریفیتس (انگلیسی: Bryan Griffiths؛ زادهٔ ۲۱ نوامبر ۱۹۳۸) بازیکن فوتبال اهل بریتانیا است.
از باشگاه‌هایی که در آن بازی کرده‌است می‌توان به باشگاه فوتبال ساوتپورت، باشگاه فوتبال اورتون، و باشگاه فوتبال فورمبی اشاره کرد.